# Selatie Edgar Stout
Selatie Edgar Stout (auch Selatie E. Stout, * 27. Dezember 1871 in Jamesport, Daviess County, Missouri; † 14. Dezember 1969 in Indianapolis, Marion County, Indiana) war ein US-amerikanischer Altphilologe.

## Leben
Der aus der im Bundesstaat Missouri gelegenen Stadt Jamesport stammende Selatie Edgar Stout, ältestes von fünf Kindern des Landwirts Theophilus Thompson Stout (1848–1932) und dessen Ehegattin Sarah Elizabeth geborene Willcoxen (1854–1919), erwarb 1891 den akademischen Grad eines Bachelor of Science am Grand River College in Edinburgh, 1901 jenen eines Bachelor of Arts am William Jewell College in Liberty. Im Anschluss wandte er sich zwölf Semester dem Studium der Klassischen Philologie an der University of Chicago zu, 1910 promovierte er zum Ph. D. an der Princeton University.
Selatie Edgar Stout heiratete am 30. Dezember 1905 in St. Louis Frances Mabel Blodgett (1876–1939). Dieser Verbindung entstammten die Söhne Richard Edgar sowie Paul Blodgett. Stout verstarb Ende 1969 knapp vor Vollendung seines 98. Lebensjahres in Indianapolis.
Nach Positionen als Superintendent an Schulen in Missouri sowie als Principal an der Chillicothe High School in Chillicothe im Bundesstaat Ohio, übernahm Stout 1906 die Stelle eines Instructor in Latin am William Jewell College, 1908 erfolgte seine Beförderung zum Professor of Latin. 1914 wurde Stout Professur of Latin an der Indiana University. Zusätzlich bekleidete er dort seit 1918 die Funktion des Assistant Dean des College of Arts and Sciences, seit 1920 jene des Dean, 1942 wurde er emeritiert.
Selatie Edgar Stout, einer der führenden Altphilologen der USA seiner Zeit, erhielt 1942 die juristische Ehrendoktorwürde (Honorary LLD) des William Jewell College verliehen. Er war Mitglied der American Philological Association, der Classical Association of Middle West an South und der American Association of University Professors.

## Schriften
- The Governors of Moesia, a dissertation, submitted to the Faculty of Princeton University, The Falcon press, Princeton, 1911
- Latin in the Latin class. A list of convenient Latin words and expressions, University Bookstore, Bloomington, In., 1917
- The Eight-Book Manuscripts of Pliny’s Letters, in: Transactions and Proceedings of the American Philological Association. 55, 1924, S. 62–72.
- Reconstructing a past Civilization, in: The Classical Journal 22, 1925, S. 100–111.
- L. Antistius Rusticus, in: Classical Philology 21, 1926, S. 43–51.
- Scribe and critic at work in Pliny’s letters. Notes on the history and present status of the text, (= Indiana University publications. Humanities series Bd. 30) Indiana University Press, Bloomington, 1954 (Volltext).
- Plinius: Epistulae. A critical edition, (= Indiana University humanities series Bd. 49) Indiana University Press, Bloomington, 1962
- Note on book V of the Aeneid. In: Classical, mediaeval and Renaissance studies in honor of Berthold Louis Ullman, Rom 1964, S. 107–112.